# Rédeas
Rédeas é um esporte equestre, cujo nome provém das rédeas (arreio), que são as correias de cabedal presas ao freio do cavalo.

## No Brasil
Ainda pouco difundido no Brasil, concentram-se as forças nacionais nos estados do Rio Grande do Sul — predominantemente com o cavalo Crioulo — e São Paulo — predominando o cavalo Quarto de Milha.
Um dos pioneiros em rédeas no Brasil é o treinador Jango Salgado, muito importante para o crescimento deste esporte no Brasil. A prova mais importante de rédeas no Brasil é a Copa Querência, realizada em Porto Alegre.